# 南多林語
南多林是托尔金的中土系列故事中南多精灵的语言，源自帖勒瑞通用语。

幽暗密林与罗斯洛立安的森林精灵曾使用这种语言。贝尔兰精灵移民到达这里后，辛达林语取代了南多林。

## 外链
- Ardalambion - Nandorin （页面存档备份，存于）